# Strange Telephone
『Strange Telephone』（ストレンジテレフォン）は、日本のインディーゲームスタジオHZ3 Softwareが開発したアドベンチャーゲーム。
暗く奇妙な異世界に閉じ込められた少女ジルが、電話機の姿のキャラクター・グラハムとともに探索を行い脱出を目指す。グラハムを通じて電話をかけることでジルは様々な空間へ転移し、そこで手に入るアイテムを駆使しながら攻略を進めていく。
本作は可愛らしさと狂気が混在したような世界観を特徴としているが、こうした作風には、ききやまにより開発されたアドベンチャーゲーム『ゆめにっき』などの影響がある。

## システム
iOS/Android版は、初期バージョンと2019年1月21日配信のバージョン2.0以降でシステムが大きく異なる。PC版とNintendo Switch版は後者のバージョンに準拠している。
コア（CORE）と呼ばれる場所を拠点としゲームが進行する。ここにある大きな扉を開くための鍵を探し出して異空間から脱出することが本作の主要な目的だが、エンディングの種類は複数ある（初期バージョンは5、バージョン2.0以降は11）。
コアにいる時に6桁の番号（0から9までの数字と「*」「#」記号の組み合わせ）を入力すると番号に対応した空間へ転移する。転移先には様々なオブジェクトやキャラクターが存在し、特定の空間ではアイテムが手に入る。ジルの移動範囲は、初期バージョンでは選択した空間内のみだが、バージョン2.0以降ではジルを空間の左右いずれかの端まで移動させると隣接番号の空間へそのまま転移する（例えば、000001空間の左側は000000、右側は000002。ただし一部空間で例外あり）。電話を切るとコアへ戻る。
探索中は、画面上部に表示されたグリッチ（GLITCH）の値が上昇していく。上昇するにつれて画面表示が徐々に乱れていき、最大値の5に達するとゲームオーバーになる。次回プレイ時には、それまでの入手アイテムやフラグが継承された状態でゲームが再開される。なお、初期バージョンではゲームオーバーになるまでグリッチが上昇し続けていたが、バージョン2.0以降ではコアに戻った時点で0にリセットされる。

## 開発
本作は2015年4月に情報公開、同年5月開催のゲームイベント「A 5th of BitSummit」で出展が行われ、Twitter上やメディアの間で話題となった。当初は同年7月下旬のリリースを目指すとしていたが、実装内容の増加やゲームエンジンの変更（libGDX → Love（Love2D））により予定を大幅に延期した。この期間には、本作のグラフィックを見た海外のドッターからのアドバイスを受けて全体の描き直しも行われ、翌年9月開催の「東京ゲームショウ2016」の時点では以前と大きく異なるグラフィックに変更された。
2017年1月27日にiOS/Android版が発売された後、2015年のBitSummitの時以来繋がりがあったPLAYISMから連絡を受け、PLAYISMを発売元とするPC版の開発が進められた。その中でゲームエンジンをUnityに変更し、ノウハウの蓄積を兼ね本作と並行制作したiOS/Android用アクションゲーム『バタガチャ!』を2018年3月29日にリリース、2019年1月21日には前述のように本作のiOS/Android版のバージョン2.0とPC版の配信が行われた。また、Nintendo Switch版の開発は情報公開を一切せずに水面下で進められ、2019年10月31日に正式発表、翌週の11月7日に発売となった。

## 受賞
- センス・オブ・ワンダーナイト2017 「Best Experimental Game Award」[13]